# Paulo Raimundo
Paulo Alexandre Cantigas Raimundo (Cascais, 24 de setembre de 1976) és un polític comunista portuguès, actual secretari general del Partit Comunista Portuguès (PCP). Ha treballat com a fuster, forner, obrer, agricultor, animador cultural en l'Associació Cristiana de la Joventut de Bela Vista i treballador de la Joventut Comunista Portuguesa (JCP). Des de 2004 és treballador del PCP. És casat i pare de tres fills.

## Biografia

### Orígens
Paulo Raimundo va néixer en l'època en què els seus pares, naturals de Beja, treballaven com a treballadors de l'Estoril Futbol Club i vivien en les instal·lacions del club. Quan va fer tres anys, la família es va traslladar a Setúbal.

### Formació
Va fer el primer cicle en una escola primària construïda en el Procés Revolucionari en Curs, l'Escola Primària del Faralhão, en la zona del Sado. Amb la seva mare va treballar en l'àmbit de l'agricultura, del marisc, dels serveis de neteges i de la construcció civil.

### Recorregut polític
El primer contacte de Paulo Raimundo amb la participació política activa es va donar quan va freqüentar el 10è any d'escolarització, que va integrar-se en les llistes per a l'associació d'estudiants de l'Escola Secundària de la Bela Vista. Va començar a militar a la Joventut Comunista Portuguesa el 1991. En els quatre anys següents va ascendir primer com a treballar de la Joventut Comunista Portuguesa (JCP), posteriorment a la Direcció Nacional de la JCP, i finalment a la Comissió Política i al Secretariat.
El 1994, va entrar al Partit Comunista Portuguès. Dos anys després, es va integrar al Comitè Central. Va sortir com a representant a l'Assemblea Municipal de Setúbal. Es va fer treballador del PCP el 2004, any en què el XVII Congrés del PCP va ser reelegit com a membre de la Comissió Política i va assumir responsabilitats en l'Organització Regional de Braga del PCP. El 2016, en el XX Congrés del PCP va ser escollit per integrar el Secretariat del PCP. El 2020, en el XXI Congrés del PCP, el van triar com a membre de la Comissió Política del Comitè Central i va passar a ser dels cinc militants comunistes a integrar els dos òrgans de major responsabilitat del PCP, amb Jerónimo de Sousa, Francisco Lopes, Jorge Cordeiro i José Caputxí.

## Secretari general del PCP
L'anunci de Paulo Raimundo com a secretari general del Partit Comunista Portuguès es va fer públic el dia 5 de novembre de 2022.